# Hummelskär, Iniö
Hummelskär är en ö i Finland. Den ligger i Skärgårdshavet och i kommunen Pargas i den ekonomiska regionen  Åboland i landskapet Egentliga Finland, i den sydvästra delen av landet. Ön ligger omkring 45 kilometer väster om Åbo och omkring 190 kilometer väster om Helsingfors.
Öns area är 12,7 hektar och dess största längd är 0,6 kilometer i öst-västlig riktning. Ön höjer sig omkring 10 meter över havsytan.